# Vop
Vop (russisk: Вопь, tr. Vop) er en biflod til Dnepr fra højre i Smolensk oblast i Rusland. Vop er 158 km lang og har et afvandingsareal på 3.300 km². Middelvandføringen er 22 m³/s.